# Mowewe (onderdistrict)
Mowewe (uitspraak: Mowèwè) is een onderdistrict (Kecamatan) en een plaats op het eiland Sulawesi in Indonesië. Het ligt in de regentschap Oost-Kolaka (Kabupaten Kolaka Timur) van de provincie Zuidoost-Sulawesi (Sulawesi Tenggara), in de zuidoostelijke poot van het eiland, 1700 km ten oosten van de hoofdstad Jakarta.
Mowewe heeft een tropisch regenwoudklimaat. De gemiddelde jaarlijkse temperatuur is er 20° C. De warmste maand is september met een gemiddelde temperatuur van 22° C is en de koudste maand is januari met 18° C. De gemiddelde jaarlijkse neerslag is 2.530 millimeter. De natste maand is april met een gemiddelde van 351 mm neerslag, en de droogste is oktober, met 50 mm regen.